# كينيتشي سيراد
كينيتشي سيرادَ (باليابانية: 世良田 顕一) (20 أكتوبر 1973 في فوكوكا في اليابان – )؛ هو لاعب كرة قدم ياباني سابق كان يلعب كمدافع.

## وصلات خارجية
- كينيتشي سيراد على موقع رابطة كرة القدم اليابانية للمحترفين (اليابانية)
- كينيتشي سيراد على موقع عالم كرة القدم.نت (الإنجليزية)